# Sosnowiec Porąbka
Sosnowiec Porąbka – kolejowy przystanek osobowy w Sosnowcu, w województwie śląskim, w Polsce. Położony jest na 75,685 km linii nr 62 (Tunel - Sosnowiec Główny).
Posiada peron jednokrawędziowy wyłożony płytami chodnikowymi oraz wiatę siedziskową. W przystankowym budynku znajdowała się niegdyś poczekalnia, ale w 2016 r. został zamknięty. Znajdujący się tam posterunek dróżnika zlikwidowano i zastąpiono automatyczną sygnalizacją przejazdową pobliskiego przejazdu kolejowo-drogowego na ulicy Wileńskiej. Od tamtego czasu nieruchomość niszczeje. Na przystanku znajduje się tarcza ostrzegawcza świetlna przed semaforem wjazdowym na stację Sosnowiec Kazimierz. 

## Ruch pasażerski
Połączenia pasażerskie realizuje spółka Polregio S.A..
| Rok  | Wymiana pasażerska na dobę |
| ---- | -------------------------- |
| 2017 | 20-49                      |
| 2018 | 20-49                      |
| 2019 | 20-49                      |
| 2020 | 20-49                      |
| 2021 | 20-49                      |
| 2022 | 50-99                      |
| 2023 | 50-99                      |